# 3637 O'Meara
3637 O'Meara eller 1984 UQ är en asteroid i huvudbältet som upptäcktes den 23 oktober 1984 av den amerikanske astronomen Brian A. Skiff vid Anderson Mesa Station. Den är uppkallad efter den amerikanske astronomen Stephen James O'Meara.
Asteroiden har en diameter på ungefär 12 kilometer.